# Ribeirão Caxias
Der Ribeirão Caxias ist ein etwa 21 km langer rechter Nebenfluss des Rio Ivaí im Norden des brasilianischen Bundesstaats Paraná.

## Etymologie
Der Ribeirão Caxias erhielt seinen Namen im Zuge der Besiedlung in den 1950er Jahren von frühen Siedlern, die damit an ihre Herkunft aus Caxias do Sul in Rio Grande do Sul erinnerten. Dieser Ort war nach dem Ehrentitel Duque de Caxias des brasilianischen Marschalls Luís Alves de Lima e Silva benannt worden. Der Oberbefehlshaber der Tripel-Allianz-Armeen im Krieg gegen Paraguay hatte unter anderem die Hauptstadt Asunción eingenommen.

## Geografie

### Lage
Das Einzugsgebiet des Ribeirão Caxias befindet sich auf dem Terceiro Planalto Paranaense (Dritte oder Guarapuava-Hochebene von Paraná).

### Verlauf
Sein Quellgebiet liegt im Munizip Maringá auf 437 m Meereshöhe etwa 20 km südwestlich des Stadtzentrums in der Nähe der PR-551.
Der Fluss verläuft in südwestlicher Richtung. Kurz nach seinem Ursprung wechselt er ins Munizip Floresta. Er mündet auf 275 m Höhe von rechts in den Rio Ivaí. Er ist etwa 21 km lang.

### Munizipien im Einzugsgebiet
Am Ribeirão Caxias liegen die zwei Munizipien Maringá und Floresta.